# Gołębin-Parcele
Gołębin-Parcele – wieś w Polsce położona w województwie kujawsko-pomorskim, w powiecie włocławskim, w gminie Lubraniec.
W latach 1975–1998 miejscowość administracyjnie należała do województwa włocławskiego. Według Narodowego Spisu Powszechnego (III 2011 r.) liczyła 98 mieszkańców. Jest 32. co do wielkości miejscowością gminy Lubraniec.